# Natural High (HammerFall)
Natural High è un "maxi singolo" degli Hammerfall uscito in Italia il 22 settembre 2006, contenente un'anteprima del loro successivo full-length album Threshold rappresentata dai brani Natural High e The Fire Burns Forever. Il disco contiene anche il video di The Fire Burns Forever.

## Tracce
1. Natural High - 4:14
2. Natural High (Karaoke Version) - 4:15
3. The Fire Burns Forever - 3:21
4. Raise the Hammer (Live) - 3:39